# National Aeronautics and Space Administration

Het logo van NASA

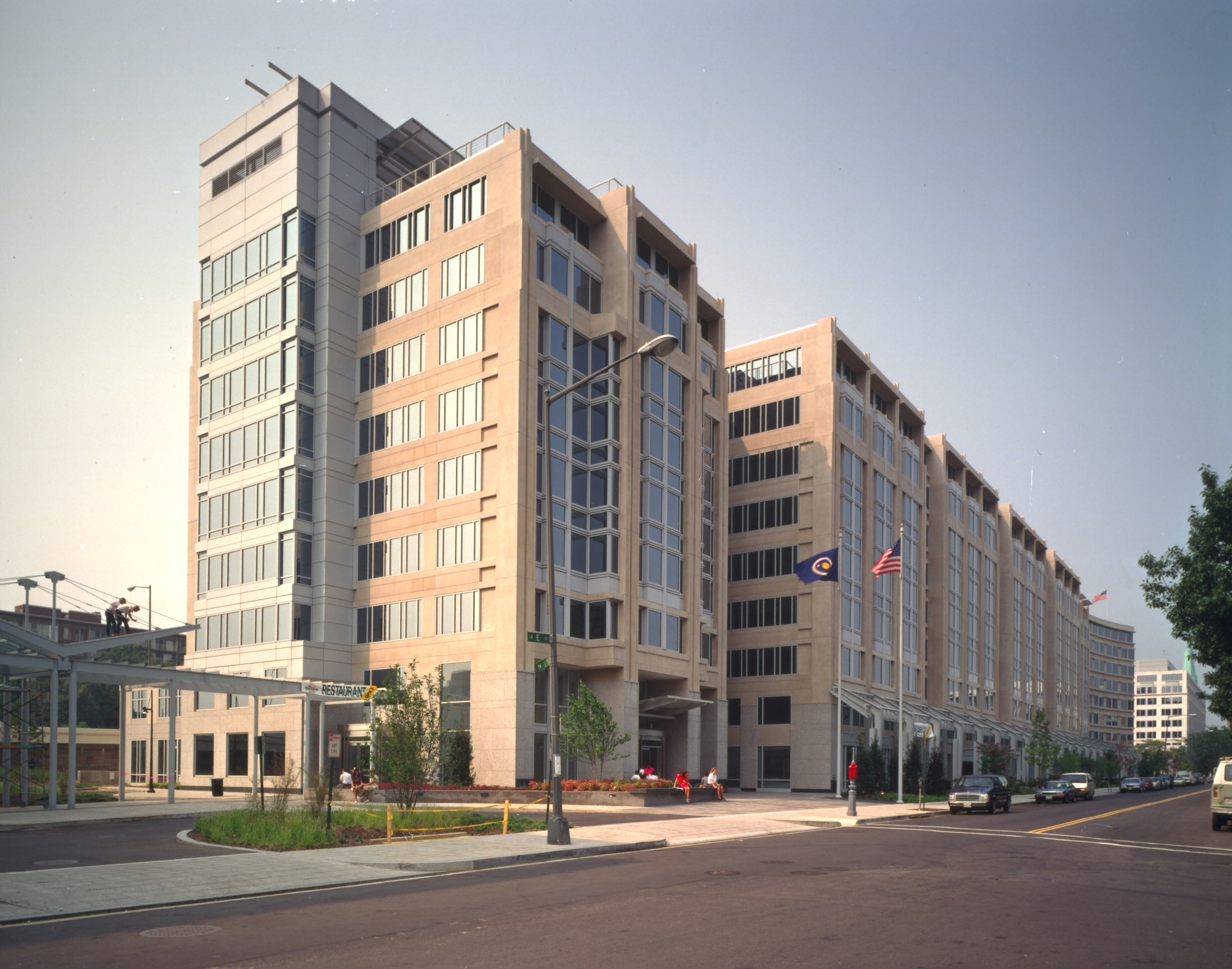
Het hoofdkantoor (Mary W. Jackson NASA Headquarters) van NASA in Washington D.C.

De National Aeronautics and Space Administration, afgekort tot NASA, is een onafhankelijk agentschap van de federale overheid van de Verenigde Staten, dat verantwoordelijk is voor het Amerikaanse civiele ruimtevaartprogramma. NASA voert ook onderzoek uit, en coördineert onderzoek op het gebied van luchtvaart- en ruimtevaarttechniek. NASA staat sinds 3 mei 2021 onder leiding van administrator Bill Nelson.

## Geschiedenis

### NASA eerst NACA
De voorloper van NASA was het National Advisory Committee for Aeronautics (NACA), in het Nederlands: Nationaal Adviescomité voor Luchtvaart. Dit werd opgericht op 3 maart 1915 om onderzoek en ontwikkelingen op het gebied van luchtvaart te bevorderen.

### Foundational Human Spaceflight

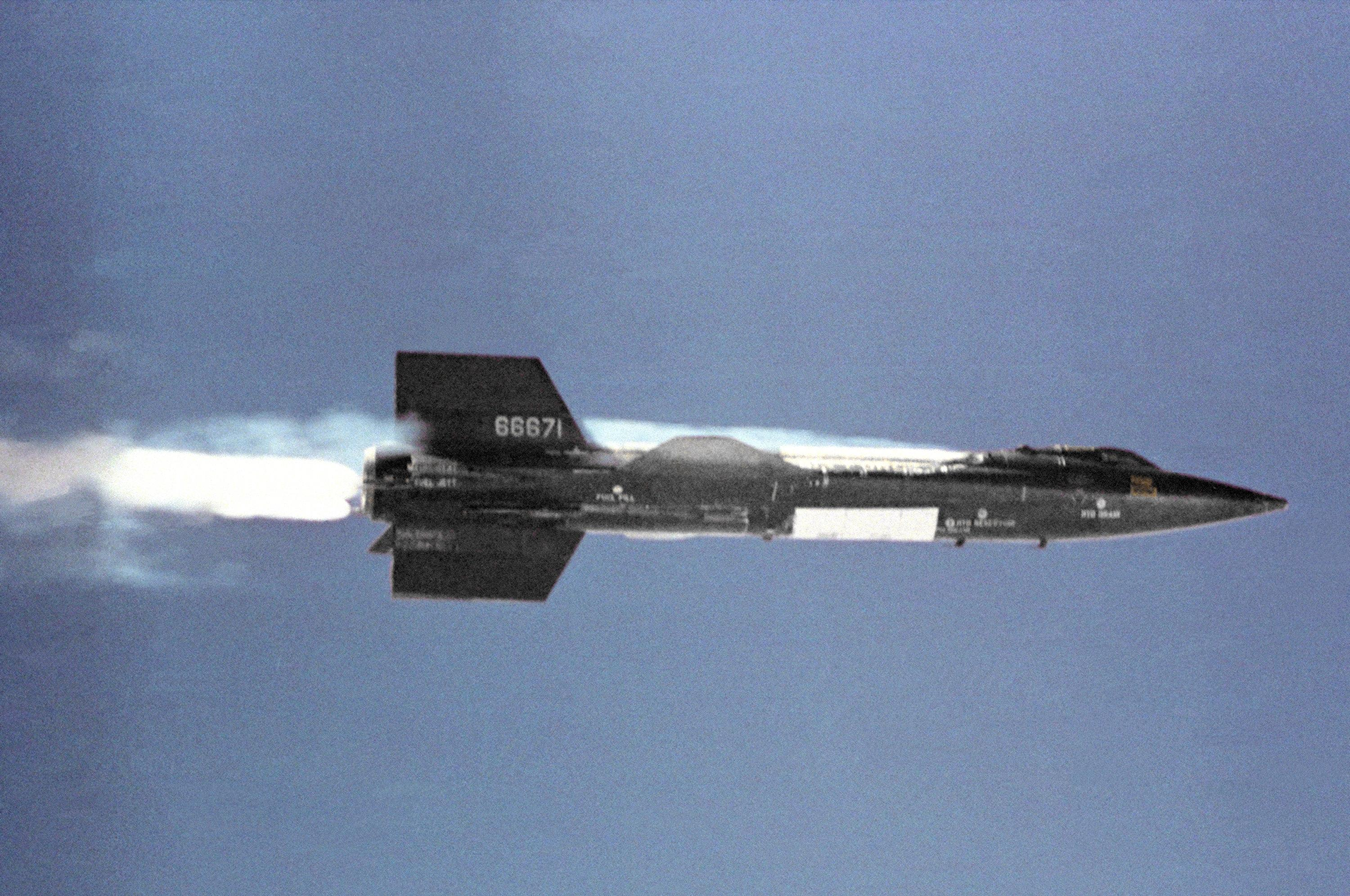
de X-15 voor zijn vlucht in de Stratosfeer, een vlucht naar 'the edge of space'

NASA erfde NACA's experimentele raketaangedreven hypersonisch onderzoeksvliegtuig, de X-15, ontwikkeld in samenwerking met de Amerikaanse luchtmacht en marine. Vanaf 1955 werden er drie vliegtuigen gebouwd. De X-15 werd gelanceerd vanaf de vleugel van een van de twee Boeing B-52 Stratofortresses van NASA, NB52A staartnummer 52-003, en NB52B staartnummer 52-008 (bekend als de Balls 8). Vrijlating vond plaats op een hoogte van ongeveer 14 km en een snelheid van ongeveer 805 km/h.
Twaalf piloten werden geselecteerd voor het programma van de luchtmacht, marine en NACA. In totaal werden 199 vluchten gemaakt tussen juni 1959 en december 1968, wat resulteerde in het officiële wereldrecord voor de hoogste snelheid ooit bereikt door een bemand aangedreven vliegtuig (actueel vanaf 2014), en een maximale snelheid van Mach 6,72 (7.273 km/h). Het hoogterecord voor X-15 was 107,96 km. 
Acht van de piloten kregen astronautenvleugels van de luchtmacht voor het vliegen boven 80 km, en twee vluchten van Joseph A. Walker overschreden 100 kilometer, wat volgens de International Aeronautical Federation als ruimtevlucht wordt aangemerkt. 
Het X-15-programma maakte gebruik van mechanische technieken die werden gebruikt in de latere bemande ruimtevluchtprogramma's, waaronder jets voor het reactiecontrolesysteem, jets voor het regelen van de oriëntatie van een ruimtevaartuig, ruimtepakken en horizondefinitie voor navigatie. De verzamelde gegevens over terugkeer en landing waren waardevol voor NASA voor het ontwerpen van de Spaceshuttle.

### Oprichting

Het NASA-logo van 1975 tot 1992. Sinds 2020 is dit een logo dat voor speciale gelegenheden weer wordt gebruikt. Zo was de Falcon 9-raket die voor het eerst sinds het einde van het spaceshuttleprogramma mensen vanuit Amerika in de ruimte bracht van het ”wormlogo“ voorzien.

In het jaar 1957 werd in het kader van het Internationaal Geofysisch Jaar besloten een raket te bouwen die een satelliet in een baan rond de aarde kon brengen.
De Amerikaanse marine kreeg het contract zo'n raket te ontwikkelen. Totaal onverwacht lanceerde de Sovjet-Unie op 4 oktober 1957 de Spoetnik 1 als eerste kunstmaan in een baan om de aarde. Op 3 november 1957 volgde de Spoetnik 2, met aan boord het hondje Lajka. De vernedering was totaal toen de Amerikaanse marine zijn raket amper 30 cm van het platform kreeg, waarna deze ontplofte. Het was de luchtmacht die met zijn raket vier maanden later, op 1 februari 1958, de eerste Amerikaanse satelliet, de Explorer 1, succesvol kon lanceren.
President Dwight D. Eisenhower zag in dat er een nationaal ruimtevaartagentschap nodig was om zulke blunders te voorkomen en vormde daarom op 1 oktober 1958 de NACA om tot NASA. Ook werden er onderzoeksinstituten aan toegevoegd: het Langley Aeronautical Laboratory, het Ames Aeronautical Laboratory, het Lewis Flight Propulsion Laboratory, en twee testfaciliteiten.
Al gauw werd NASA uitgebreid met nog een aantal bestaande onderzoeksinstituten, onder andere de ruimtevaartafdeling van het Naval Research Laboratory in Maryland, het Jet Propulsion Laboratory (JPL) dat werd bestuurd door het California Institute of Technology, en bovendien de Army Ballistic Missile Agency in Huntsville (Alabama) waar het team van Wernher von Braun werkte aan de ontwikkeling van grote raketten.

#### Mercury
Het eerste grote project van NASA was het Mercury-programma dat tot doel had de eerste Amerikanen in de ruimte te brengen, en te bewijzen dat de VS technologisch superieur was. Dit lukte niet want de Sovjet-Unie was de Verenigde Staten opnieuw voor met het Vostokprogramma. De Russen lanceerden Joeri Gagarin als eerste mens in een baan rond de aarde op 12 april 1961.
Op 5 mei 1961 lanceerden de Amerikanen hun eerste astronaut, Alan Shepard. Die vlucht duurde echter slechts 15 min. en 18 sec., aangezien de raket niet in staat was de Mercurycapsule in een baan om de aarde te brengen. NASA beschikte op dat ogenblik nog niet over grote raketten die betrouwbaar genoeg waren.

#### John F. Kennedy's toespraak
Amerika was opnieuw vernederd, en het was de jonge president John F. Kennedy die het initiatief nam. In een beroemde speech, gehouden op 12 september 1962 aan de Rice University in Houston, kondigde hij aan dat Amerika een man op de maan moest zetten vóór 1970. De wereld stond versteld. Een reis naar de maan zou vele malen moeilijker en gevaarlijker zijn dan een vlucht rond de aarde. Men wist niet eens zeker of een mens wel zo lang in de ruimte in leven kon blijven.

#### Gemini
Toch slaagde NASA er binnen enkele jaren in de ruimtewedloop te domineren. Nadat het eenvoudiger Mercury-programma was afgesloten, werd begonnen met het Geminiprogramma. Ruimtewandelingen, koppelingen met ruimtetuigen die eerder waren gelanceerd, de effecten van langdurige gewichtloosheid op het lichaam, kortom, allerlei zaken die bij een reis naar de maan om de hoek komen kijken, passeerden tijdens dit project de revue en werden uit-en-te-na beproefd. De ervaring die hiermee werd opgedaan was cruciaal om het volgende ruimteschip te kunnen bouwen, de Apollo.

#### Apollo

Het logo van het Apollo-project

Tot het Apolloprogramma was Amerika weliswaar altijd tweede geweest, maar er waren nooit ernstige ongelukken gebeurd. Dit veranderde op 27 januari 1967, toen tijdens een test op de grond in de capsule van Apollo 1 brand uitbrak, en alle drie de astronauten, Virgil Grissom, Ed White en Roger Chaffee, omkwamen. 
Het ongeluk schokte Amerika. Er werd een onderzoek ingesteld om herhaling te voorkomen. Uit het onderzoek kwam naar voren dat een combinatie van het gebruik van zuivere zuurstof en kortsluiting door slordig afgewerkte elektriciteitsbedrading tot dit drama hadden geleid.
Aan stopzetting van het ruimtevaartprogramma werd niet gedacht. Amerika moest zich nog steeds bewijzen tegenover de Sovjet-Unie, en de doelstelling van de toen inmiddels overleden president Kennedy moest nagekomen worden. Maar het ongeluk was niet voor niets geweest. NASA trok haar lessen hieruit en zorgde voor een betere en veiligere werkomgeving voor haar astronauten.
NASA kon in december 1968 voor het eerst echt triomferen over de Sovjet-Unie met de Apollo 8-missie, toen mensen voor het eerst rond de maan vlogen. Na nog enkele geslaagde bemande testvluchten met Apollo 9 en 10, kon NASA als eerste en vóór 1970, in overeenstemming met de wens van Kennedy, op 21 juli 1969 met de Apollo 11 de eerste mens op de maan zetten, de astronaut Neil Armstrong.
Na Apollo 11 kwamen er nog vijf andere succesvolle maanlandingen met de Apollo 12, 14, 15, 16 en 17. Apollo 13 bleek hierop de uitzondering, toen tijdens de heenreis een zuurstoftank in het servicegedeelte van het ruimtevaartuig ontplofte, en de bemanning met behulp van de motor van de maanlander (LEM) naar de aarde moest zien terug te keren. De astronauten overleefden de missie.
Hoewel de Sovjet-Unie destijds ontkende bemande maanlandingen te hebben nagestreefd, bleek later dat men in het diepste geheim wel degelijk had gewerkt aan een eigen maanproject. De Sovjets hadden het Zond-programma, om kosmonauten rond de maan te sturen. Had NASA zich aan haar vluchtschema gehouden, dan zouden de Russen de Amerikanen mogelijk opnieuw voor zijn geweest. NASA veranderde echter de missie van de Apollo 8, die oorspronkelijk in een baan om de aarde zou blijven, in het later zo succesvol gebleken ronden van de maan.
De belangrijkste oorzaak van het slagen van de Amerikanen waar de Russen faalden, was dat zij de Saturnus V konden bouwen, het geesteskind van Wernher von Braun, dat betrouwbaar genoeg bleek om deze gigantische onderneming tot een goed einde te brengen. De Russen hadden een soortgelijke raket, de N1, maar doordat zijn ontwerper, Sergej Koroljov, in het midden van de ruimterace stierf en zijn opvolger, Vasili Mishin, de expertise miste om het ontwerpbureau dat voor de ontwikkeling van de raket zorgdroeg, goed te bestieren, en er bovendien concurrentie was van twee andere constructeurs, Vladimir Chelomei en Valentin Glushko, die samen aan een alternatief voor de N1 werkten (welke uiteindelijk overigens door een 'commissie van experts' ten gunste van de N1 werd afgewezen), kwam er van een succesvolle afronding van het project weinig terecht.
In 1972 werd dan ook, na een vierde, mislukte lancering van de N1 op 23 november van dat jaar, besloten verder af te zien van pogingen om een Rus op de maan te zetten.

### Na Apollo
Na het Apollo-programma werd de geldkraan dichtgedraaid. Behalve de vier vluchten in het kader van het Skylab- en het Apollo-Sojoez-testproject vonden tijdelijk geen bemande vluchten meer plaats tot het toen reeds in ontwikkeling zijnde ruimteveer, de spaceshuttle, gereed zou komen. De ontwikkeling van de Spaceshuttle nam echter meer tijd in beslag dan vooraf was voorzien. 
Als gevolg hiervan bleef het ruimtestation Skylab te lang verstoken van ruimtevaartuigen die het eens in de zoveel tijd terug in de juiste baan moesten duwen. Skylab verbrandde uiteindelijk in 1979 grotendeels bij het terugkeren in de atmosfeer, enkele brokstukken kwamen neer in Australië.
Maar NASA boekte nog grote wetenschappelijke successen met onbemande ruimtevaartuigen zoals de Pioneer 10 en 11, de eerste missies naar Jupiter en Saturnus, en vooral de Voyagers, die naast Jupiter en Saturnus, ook Uranus en Neptunus bezochten, en de Vikings, naar Mars.

### Space Shuttle
Uiteindelijk begon men aan de ontwikkeling van de Spaceshuttle. Het ruimteveer zou, doordat het vele malen hergebruikt kon worden omdat het kon landen als een vliegtuig, een revolutionaire ommekeer teweegbrengen voor wat betreft het kostenaspect, dat, vooral bij bemande ruimtevaart, aanzienlijk is. Tevens zou de ruimtevaart met de introductie van het ruimteveer, naast goedkoper, ook een alledaagse aangelegenheid moeten worden. De Russen hadden een soortgelijke Spaceshuttle, de Boeran. Echter is deze Russische shuttle nooit een succes geworden, het enige type dat er was is vergaan omdat de hangar waar het toestel instond instortte. Mogelijk zijn deze ontwerpen gekopieerd van de NASA.
De ontwikkeling van zo'n ingewikkeld ruimtetuig vergde opnieuw een reusachtig kapitaal, dat nooit door het congres goedgekeurd zou worden. Daarom ging NASA samenwerken met de Amerikaanse luchtmacht om de ontwikkelingskosten te delen. De luchtmacht zou in ruil hiervoor ook gebruik kunnen maken van de Space Shuttle voor de lancering van militaire satellieten en voor andere strategische doeleinden.
Na jaren van ontwikkeling en testen werd op 12 april 1981 's werelds eerste herbruikbare ruimteschip, Space Shuttle Columbia, gelanceerd.
De kosten van het project bleken echter veel te laag te zijn ingeschat. Bovendien bleven de resultaten achter bij de verwachtingen. De Space Shuttle zou per kilogram nuttige lading vijftien keer zo goedkoop zijn als de Saturnus-raketten, waarmee de Apollo-vluchten waren uitgevoerd. In werkelijkheid bleek de Space Shuttle drie keer zo duur. Het ruimteveer zou na landing binnen twee weken weer klaar zijn voor lancering. In de praktijk bleek dat drie tot zes maanden te zijn.
Tot overmaat van ramp gingen twee Space Shuttles verloren, de Challenger in 1986, en de Columbia in 2003, waarbij in totaal 14 ruimtevaarders het leven lieten.
De vluchten met de Space Shuttle kregen bij lange na niet de aandacht die de Apollo-vluchten naar de maan ten deel waren gevallen. Dit ondanks het feit dat de Space Shuttle een aantal bijzonder waardevolle en interessante missies uitvoerde (bijvoorbeeld de lancering van de ruimtetelescoop Hubble en het onderhoud ervan, de Chandra X-Ray Observatory en de bouw van het ISS).
Op vrijdag 8 juli 2011 werd de laatste spaceshuttle gelanceerd vanaf Cape Canaveral.

### Het Constellationprogramma
Op 15 januari 2004 kondigde president George W. Bush ambitieuze plannen van het Constellationprogramma aan voor NASA, één jaar na het Columbia-ongeluk. Het eerste doel was de Space Shuttle aan te passen, zodat deze weer in gebruik kon worden genomen en het ISS zou worden afgebouwd. In 2010 zou de Shuttle dan uit de vaart worden genomen, na voltooiing van het ISS mogelijk te hebben gemaakt, en aan internationale overeenkomsten zou zijn voldaan. De plannen hadden NASA de mogelijkheid moeten bieden om zich weer te profileren. Hoewel de meningen van wetenschappers en politici verdeeld waren na de toespraak, keurde het Congres het verhoogde budget voor NASA unaniem goed in 2004. In 2005 kreeg NASA het groene licht deze "Vision for Space Exploration (VSE)" of "visie voor de verkenning van de ruimte" concreet vorm te geven.
NASA zou zich vervolgens moeten toeleggen op de terugkeer naar de maan, beginnend met de bouw van een nieuw ruimteschip, de Orion, ter vervanging van het ruimteveer. Orions eerste missies zouden naar het ISS voeren, eerst gepland in 2014, nadien werd dit uitgesteld tot 2018 en in 2010 geannuleerd. Samen met het ruimteschip zouden nieuwe raketten worden ontwikkeld : de Ares I en de Ares V. De Ares I moest dienen om de Orion in een baan rond de aarde te brengen, de Ares V om de maanlander te lanceren, samen met een rakettrap die de Orion en de maanlander naar de maan zal schieten. 
De eerste tests van de Ares V, die vergelijkbaar was met de Saturnus V qua grootte, werden rond 2018 verwacht. De eerste landing op de maan stond gepland voor 2020. Nog later, zonder specifieke datum, zou NASA bemande missies naar Mars willen ondernemen. In 2009 werd echter besloten dat deze plannen onhaalbaar waren. en in 2010 werd het verdere Constellationprogramma gestaakt.

### Verandering van doelstelling
Met het aantreden van president Barack Obama in januari 2009 leken de maan en Mars als doel geen prioriteit meer te hebben. De nadruk zou nu komen te liggen op het langer in bedrijf houden van het ruimtestation ISS en onbemande ruimtevaart, waarbij het onderzoek primair gericht zou zijn op de aarde, met als zwaartepunt de bestudering van het broeikaseffect en de gevolgen hiervan voor onze planeet.

### COTS-programma
In 2006 begon Nasa met het Commercial Orbital Transportation Services (COTS)-programma. Dit programma had tot doel externe ruimtevaartbedrijven ruimtevaartuigen te laten ontwikkelen voor de bevoorrading van het ISS, door middel van een open inschrijving. Vanuit dit programma werden uiteindelijk in 2008 SpaceX en Orbital Sciences (nu Northrop Grumman Space Systems) geselecteerd om hun plannen voor de Falcon 9- en Antares- draagraketten en Dragon- en Cygnus-ruimtevrachtschepen uit te voeren. De uit het COTS-programma voortgekomen ruimtevaartuigen en raketten worden sinds 2012 ingezet onder het Commercial Resupply Services-programma. 
Het COTS-programma was het eerste grote commerciële ruimtevaartprogramma waarbij NASA de eindverantwoording bij de deelnemende bedrijven legde met uitbetalingen per behaalde mijlpaal.

## Huidige en toekomstige programma's

### CCdev
Onder het Commercial Crew development-programma werden subsidies verstrekt om commerciële bemande ruimtevaartuigen te ontwikkelen die bemanningen naar het ISS kunnen vervoeren. In 2014 werd bekend dat de SpaceX (met Dragon 2) en Boeing (met CST-100, later omgedoopt tot Starliner) het contract voor bemande vluchten naar het ISS hadden gewonnen en hun definitieve ontwerpen mochten produceren. 
Het CCdev-programma werd in 2020 voor SpaceX afgerond; de Crew Dragon werd na twee orbitale testvluchten waarvan een met bemanning volledig goedgekeurd en daarmee missionair. Voor Boeing zal CCdev in de loop van 2021 of begin 2022 worden afgerond. Hun eerste, onbemande orbitale testvlucht (Boe-OFT) mislukte grotendeels door softwareproblemen, waarna de problemen moesten worden onderzocht, opgelost en opnieuw getest.

### Commercial Resupply Services
Uit het COTS-programma kwam het Commercial Resupply Services-programma voort waarbij SpaceX en Orbital ATK van 2012 tot en met 2016 namens NASA het ISS bevoorraden onder het CRS1-contract.
Intekening en ontwikkelingen voor een volgend bevoorradingsprogramma is anno 2016 afgerond. Voor het CRS2-contract werden Orbital ATK (nu Northrop Grumman) en SpaceX nogmaals gecontracteerd. Ook Sierra Nevada Corporation heeft een contract voor het Dream Chaser Cargo-ruimtevliegtuig gekregen. Boeing werd met een vrachtuitvoering van de CST-100 afgewezen.
De bevoorrading van het ISS kwam in 2015 in de problemen nadat zowel Orbital ATK als SpaceX hun raketten aan de grond hielden na een mislukte lancering en er ook nog een Russische Progress verloren ging. Beide bedrijven zouden in 2016 weer bevoorradingsmissies uitvoeren waarbij ULA met hun Atlas V-raket bijsprong om twee van Orbital ATK’s Cygnus-capsules met extra vracht te lanceren.

### Commercial Crew
Vanaf 2020 zullen de winnaars van het CCdev-programma, Boeing en SpaceX, namens NASA bemanningen naar het ISS en terug vliegen onder het Commercial Crew-programma. In de originele planning was 2017 het doeljaar om met vluchten te beginnen. Dit bleek in de praktijk niet haalbaar; het uitontwikkelen van een ruimteschip kost veel meer tijd. SpaceX lanceerde zijn eerste Commercial Crew-missie (USCV-1) in november 2020. Boeing zal na flinke tegenslag (een mislukte testvlucht waarna veel ontwerpproblemen en problemen in de bedrijfscultuur werden ontdekt) waarschijnlijk begin 2022 met missionaire vluchten naar het ISS beginnen.

### Space Launch System en Orion
Na het staken van het Constellation-programma in 2010 werd in 2011 besloten met de ontwikkeling van het Orion-ruimteschip door te gaan en daarvoor een serie nieuwe "deep space"-raketten van bestaande onderdelen te bouwen.  Zo zijn de meeste raketmotoren - hoewel aangepast - afkomstig van de Space Shuttles. Deze serie raketten heet het Space Launch System (SLS). 
Op 5 december 2014 maakte Orion zijn eerste (onbemande) testvlucht boven op een Delta IV Heavy-draagraket. Aanvankelijk had Orion in 2017 voor het eerst onbemand op een SLS moeten worden gelanceerd. De ontwikkeling van het SLS is echter stevig vertraagd waardoor de eerste vlucht in 2021 wordt verwacht. 
Het doel van deze raket-ruimteschipcombinatie is mensen naar de maan, Mars en naar planetoïden te laten vliegen. Het SLS zal daarnaast ook voor de lancering van ruimtesondes zoals Europa Clipper die veel snelheid nodig hebben worden gebruikt. In mei 2019 werden de reeds geplande vluchten van SLS-Orion in het Artemisprogramma ondergebracht.

### Visie anno 2015
Met de ontwikkeling van Orion en SLS voor ontdekkingsmissies door NASA en andere ruimteschepen voor het ISS door externe bedrijven, heeft NASA de duidelijke keuze gemaakt om voortaan 'low earth orbit'-missies (dicht bij de aarde) aan het bedrijfsleven over te laten. NASA creëert naar eigen zeggen hierdoor financiële, politieke en wetenschappelijke ruimte en slagkracht om zich weer op verkenning en onderzoek (exploration) te richten. 
Een van de doelen is na 2020 mensen naar de maan te sturen voor permanente exploratie, en na 2030 mensen naar Mars te sturen. Ook wil NASA dat er planetoïden worden gevangen en onderzocht om zo meer inzicht in het ontstaan van het heelal te verwerven. Ook wordt er anno 2018 onderzocht in hoeverre het mogelijk is het SLS in te zetten voor (onbemand) onderzoek van de Galileïsche manen van Jupiter.

### Artemisprogramma
Vanaf het aantreden van president Donald Trump was duidelijk dat hij terug naar de maan wou. In maart 2019 kondigde vicepresident Mike Pence een versneld bemand maanprogramma aan waaronder NASA vanaf 2024 bemande maanlandingen moet uitvoeren. Het project dat twee maanden later door NASA-directeur Bridenstine het Artemisprogramma werd gedoopt maakt gebruik van SLS-Orion, commerciële, nog te ontwikkelen maanlanders, commerciële raketten en een ruimtehabitat genaamd Lunar Gateway.

## 2025
De drastische inkrimping van het ambtenarencorps door de regering-Trump spaart ook de NASA niet. De ruimtevaartorganisatie - waar 18.000 mensen werken - ziet haar jaarlijks budget verminderen van 25 naar 19 miljard dollar en moet fors knippen in haar personeel. Bijna 4.000 werknemers gaan in op de vrijwillige vertrekregeling. Dat is meer dan 20 procent van het totale personeelsbestand. De regeling past in de opgelegde besparingsoperatie bij de NASA.

## Projecten
Veel projecten zijn/worden onder leiding van NASA gerealiseerd, meestal in samenwerking met bedrijven, universiteiten, ruimtevaartorganisaties zoals ESA, en overheidsinstellingen zoals het Amerikaanse Ministerie van Defensie. Een aantal voorbeelden zijn:
- Bemande ruimtevluchten
  - Mercuryprogramma (1959 - 1963)
  - Geminiprogramma (1964 - 1966)
  - Apolloprogramma (1961 - 1972)
  - Skylab (1973 - 1974)
  - Apollo-Sojoez-testproject (1975)
  - Spaceshuttleprogramma (1976 - 2001)
  - Project Constellation (2004 - 2009)
  - Commercial Crew (2015- )
    - Commercial Crew development (2010 - )

  - Artemisprogramma (2019 - )
    - Ontwikkelingsprogramma voor SLS en Orion (2011 - )
- Onbemande ruimtevluchten
  - Rangerprogramma (1961 - 1965)
  - Lunar Orbiterprogramma (1966 - 1967)
  - Mariner (1962 - 1973)
  - Pioneer (1958 - 1978)
  - Surveyor (1966 - 1968)
  - Large strategic science missions (eerder bekend als Flagshipprogramma)
    - Voyagerprogramma (1977 - Heden )
    - Viking (1975 - 1982)
    - Galileo (1989 - 2003)
    - Cassini-Huygens (1997 - 2017)
    - Mars Science Laboratory (2011 - )
    - Mars 2020 (2020 - )
    - Ruimtetelescoop Hubble (1990 - )
    - Chandra X-ray Observatory (1999 - )
    - James Webb-ruimtetelescoop
    - Parker Solar Probe (2018 - )

  - New Frontiers-programma
    - New Horizons (2006 - )
    - Juno (2011 - )
    - OSIRIS-REx (2016  - )
    - Dragonfly

  - Discoveryprogramma
    - Mars Pathfinder (1996 - 1997)
    - Stardust (1999 - 2006)
    - Stardust-NExT
    - Dawn (2007 - 2018)
    - Kepler Space Observatory (2009 - 2018)
    - InSight (2018 - )

  - Mars Global Surveyor (1996 - 2006)
  - 2001 Mars Odyssey (2001 - )
  - Mars Exploration Rovers (Spirit en Opportunity) (2003 - 2019)
  - Space Technology 5
  - Commercial Resupply Services
- ELaNa (microsatellieten lanceren voor onderwijsinstellingen)
- Suborbitale ruimtevluchten
  - Airborne Science Program
  - Crash in the Desert (1984)
  - Flight Opportunies-programma (sinds januari 2020 staat dit programma ook bemande suborbitale vluchten toe)
- X-vliegtuigen
  - X-57
  - X-59

## NASA-onderdelen
NASA omvat naast het Mary W. Jackson NASA Headquarters building (het hoofdkwartier te Washington D.C.) twaalf centra en laboratoria:
- John F. Kennedy Space Center, Florida
- Ames Research Center, Moffett Field, Californië
- Dryden Flight Research Center, Edwards, Californië
- Goddard Space Flight Center, Greenbelt, Maryland
- Jet Propulsion Laboratory, nabij Pasadena, Californië
- Lyndon B. Johnson Space Center, Houston, Texas
- Langley Research Center, Hampton, Virginia
- Glenn Research Center, Cleveland, Ohio
- George C. Marshall Space Flight Center, Huntsville, Alabama
- Michoud Assembly Facility, New Orleans, Louisiana
- John C. Stennis Space Center, Bay St. Louis, Mississippi
- Wallops Flight Facility, Wallops Island, Virginia